# Zhang Yuehong
Zhang Yuehong, född 9 november 1975 i Shenyang, är en kinesisk volleybollspelare. Hon blev olympisk guldmedaljör i volleyboll vid sommarspelen 2004 i Aten.